# Rennrodel-Europameisterschaften 1938
Die 7. Rennrodel-Europameisterschaften wurden am 29. und 30. Januar 1938 auf dem Gaisberg in Salzburg, Österreich ausgetragen.

## Aufgebote
Die Zeitung Salzburger Chronik für Stadt und Land vom 28. Januar 1938 veröffentlichte vorab die bis dahin bekannten Aufgebote der verschiedenen Nationen, so diese zu diesem Zeitpunkt schon bekannt waren. Noch nicht bekannt waren die Aufgebote Italiens und der Schweiz, das von Österreich war nur unvollständig angegeben.
- Österreich
  - Bad Gastein: Rudolf Gugganig, Paula Tribelnigg
  - Bruck an der Mur: Othmar Sommer
  - Igls: Ludwig Falschlunger
  - Innsbruck: Paul Haas, Ilse Lantschner
  - Mariazell: Richard Demel, Josef Sampl
  - Mödling: Fink, Kastner, Lotte Scheimpflug, Wolfgang Scheimpflug, Wilfert
  - Salzburg: Hermann Hoznar, Johann Pittertschatscher, Josef Schmiedhuber, Otto Schwarz, Fritz Stindl, Rudolf Zauner
  - Semmering: Franz Bednar, Grete Bednar, Robert Bednar, Willi Lache, Alois Preßler
  - Wien: Wolf

- Deutsches Reich (28)
  - Bad Flinsberg: Walter Feist, Walter Kluge
  - Bad Tölz: Hans Beil, Therese Häuser, Wilhelm Häuser, Georg Littich, Hermann Littich, Max Schmidt, Hans Wesing
  - Berchtesgaden: Johann Beer, Balthasar Brandner, Elise Brandner, Max Brandner, Franz Kurz, Hubert Kurz, Johann Kurz, Marie Kurz, Lorenz Lenz, Tekla Rasp
  - Brückenberg: Friedel Tietze, Martin Tietze, Kurt Weidner
  - Kochel am See: Johann Ottl, Josef Ottl
  - Krummhübel: Liselotte Hopfer, Werner Rüger, Viktor Schubert

Delegationsführer war Heinrich Rohkam aus Oberschreiberhau. Alle Nominierten gehörten dem HDW an, waren also Sudetendeutsche.
- Tschechoslowakei (13)
  - Hans Bartouschek, Karl Breuer, Hanni Fink, Waltraud Grassel, Erhard Grundmann, Josef Heller, Rudolf Herrmann, Albert Kraus, Rudolf Maschke, Adolf Porsche, Gertrud Porsche, Erwin Prokopf, Hugo Schöler
  - Fritz Preissler hatte seine Anmeldung zurückgezogen

Delegationsleiter war Rudolf Kopal.
- Polen (12)
  - Tidenz Cisorwski, Aleksander Dziacsko, Maks Enker, Regina Enker, Aleksander Gernbal, Jan Piechota, Stanisław Raczkiewicz, Bronisław Witkowski, Kasimir Wisnioski, Kasimir Żarlikowski

Delegationsleiter war Franz Jodlorski.
- Norwegen (1)
  - Wilhelm Klaveneß (Oslo)

## Einsitzer Frauen
| Platz | Rodler            | 1. Lauf        | 2. Lauf        | 3. Lauf        | 4. Lauf        | Gesamtzeit |
| ----- | ----------------- | -------------- | -------------- | -------------- | -------------- | ---------- |
| 1     | Friedel Tietze    | 1:53,3 min (1) | 2:41,3 min (3) | 1:54,6 min (2) | 2:15,6 min (2) | 8:44,8 min |
| 2     | Waltraud Grassl   | 1:55,1 min (2) | 2:37,4 min (2) | 1:50,6 min (1) | 2:28,0 min (8) | 8:51,1 min |
| 3     | Hanni Fink        | 1:56,0 min (3) | 2:36,5 min (1) | 2:04,8 min (8) | 2:21,3 min (3) | 8,57,6 min |
| 4     | Elise Brandner    | 2:01,7 min (5) | 3:03,4 min (4) | 1:59,1 min (3) | 2:25,7 min (7) | 9:29,9 min |
| 5     | Ilse Lantschner   | 2:05,2 min (6) | 3.03,7 min (5) | 2:00,4 min (5) | 2:21,4 min (4) | 9:30,7 min |
| 6     | Hildegard Lache   | ? min          | ? min          | ? min          | ? min          | 9:43,0 min |
| 7     | Maria Kurz        | ? min          | ? min          | ? min          | ? min          | ? min      |
| 8     | Magarete Bednar   | ? min          | ? min          | ? min          | ? min          | ? min      |
| 9     | Lotte Scheimpflug | ? min          | ? min          | ? min          | ? min          | ? min      |
| 10    | Therese Häuser    | ? min          | ? min          | ? min          | ? min          | ? min      |
| 11    | Paula Tribelnigg  | ? min          | ? min          | ? min          | ? min          | ? min      |
| 12    | Regina Enker      | ? min          | ? min          | ? min          | ? min          | ? min      |
| dnf   | Tekla Rasp        |                |                |                |                |            |
| dnf   | Liselotte Hopfer  |                |                |                |                |            |

Am Start waren 14 Läuferinnen.

## Einsitzer Männer
| Platz | Rodler                | 1. Lauf         | 2. Lauf         | 3. Lauf         | 4. Lauf         | Gesamtzeit |
| ----- | --------------------- | --------------- | --------------- | --------------- | --------------- | ---------- |
| 1     | Martin Tietze         | 1:34,6 min (3)  | 1:43,7 min (3)  | 1:44,6 min (8)  | 1:58,3 min (9)  | 7:01,2 min |
| 2     | Walter Kluge          | 1:36,0 min (4)  | 2:01,0 min (16) | 1:41,3 min (5)  | 1:53,2 min (3)  | 7:11,5 min |
| 3     | Rudolf Hermann        | 1:42,0 min (11) | 1:43,2 min (2)  | 1:53,3 min (25) | 1:56,3 min (6)  | 7:14,8 min |
| 4     | Albert Kraus          | 1:33,6 min (2)  | 2:02,3 min (19) | 1:39,2 min (3)  | 2:00,8 min (11) | 7:15,9 min |
| 5     | Viktor Schubert       | 1:41,3 min (8)  | 2:01,7 min (17) | 1:41,0 min (4)  | 1:52,4 min (2)  | 7:16,4 min |
| 6     | Erhard Grundmann      | 1:41,0 min (7)  | 2:07,9 min (25) | 1:37,9 min (1)  | 1:54,8 min (4)  | 7:21,6 min |
| 7     | Otto Gerl             | 1:41,5 min (9)  | 1:51,2 min (7)  | 1:46,8 min (19) | 2:04,4 min (14) | 7:23,9 min |
| 8     | Rudolf Maschke        | 1:43,6 min (17) | 2:12,2 min (33) | 1:37,9 min (1)  | 1:50,6 min (1)  | 7:24,3 min |
| 9     | Paul Schuster         | 1:42,2 min (12) | 1:50,3 min (6)  | 1:52,4 min (24) | 2:00,8 min (11) | 7:25,7 min |
| 9     | Paul Aste             | 1:36,7 min (5)  | 1:42,6 min (1)  | 1:54,0 min (26) | 2:12,4 min (24) | 7:25,7 min |
| 11    | Alois Preßler         | ? min           | ? min           | ? min           | ? min           | 7:29,1 min |
| 12    | Werner Rüger          | 1:32,0 min (1)  | ? min           | ? min           | ? min           | 7:32,8 min |
| 13    | Thomas Resch          | ? min           | ? min           | ? min           | ? min           | ? min      |
| 14    | Walter Feist          | ? min           | ? min           | ? min           | ? min           | ? min      |
| 15    | Hans Wesing           | ? min           | ? min           | ? min           | ? min           | ? min      |
| 16    | Erwin Prokopf         | ? min           | ? min           | ? min           | ? min           | ? min      |
| 17    | Rudolf Gugganig       | ? min           | ? min           | ? min           | ? min           | ? min      |
| 18    | Robert Bednar         | ? min           | ? min           | ? min           | ? min           | ? min      |
| 19    | Max Schmidt           | ? min           | ? min           | ? min           | ? min           | ? min      |
| 20    | Kurt Weidner          | ? min           | ? min           | ? min           | ? min           | ? min      |
| 21    | Stanisław Raczkiewicz | ? min           | ? min           | ? min           | ? min           | ? min      |
| 22    | Hermann Hoznar        | ? min           | ? min           | ? min           | ? min           | ? min      |
| 24    | Wolfgang Scheimpflug  | ? min           | ? min           | ? min           | ? min           | ? min      |
| 26    | Hans Girstmaier       | ? min           | ? min           | ? min           | ? min           | ? min      |
| 27    | Willibald Lache       | 1:40,3 min (6)  | ? min           | ? min           | ? min           | ? min      |
| 28    | Franz Zingerle        | 1.41.8 min (10) | ? min           | ? min           | ? min           | ? min      |
| 29    | Hans Gugganig         | ? min           | ? min           | ? min           | ? min           | ? min      |

Am Start waren 59 Rodler, elf von diesen stürzten und kamen nicht ins Ziel.

## Doppelsitzer
| Platz | Rodler                                            | 1. Lauf        | 2. Lauf        | Gesamtzeit |
| ----- | ------------------------------------------------- | -------------- | -------------- | ---------- |
| 1     | Deutsches ReichWalter Feist Walter Kluge          | 1:41,4 min (1) | 1:57,9 min (1) | 3,39,3 min |
| 2     | Deutsches ReichViktor Schubert Werner Rüger       | 1:44,0 min (2) | 1:38,0 min (2) | 3:42,0 min |
| 3     | TschechoslowakeiRudolf Maschke Eberhard Grundmann | 1:45,7 min (3) | 2:01,7 min (4) | 3:47,4 min |
| 4     | TschechoslowakeiRudolf Hermann Albert Kraus       | 1:55,1 min (8) | 2:00,7 min (3) | 3:55,8 min |
| 5     | Deutsches ReichMartin Tietze Kurt Weidner         | 1:50,8 min (8) | 2:06,2 min (5) | 3:56,5 min |
| 6     | Deutsches ReichThomas Resch Otto Gerl             | ? min          | ? min          | 4:06,6 min |
| 7     | ÖsterreichHermann Hoznar Rudolf Zauner            | ? min          | ? min          | 4:13,3 min |
| 8     | Norwegen ÖsterreichWilhelm Klaveneß Josef Fuchs   | ? min          | ? min          | ? min      |
| 9     | ÖsterreichRudolf Gugganig Hans Gugganig           | ? min          | ? min          | ? min      |
| 10    | ÖsterreichWillibald Lache Alois Preßler           | ? min          | ? min          | ? min      |
| 11    | ItalienJosef Gartner Franz Zingerle               | ? min          | ? min          | ? min      |
| 12    | PolenMaks Enker Bronisław Witkowski               | ? min          | ? min          | ? min      |

18 Paare waren am Start, von diesen stürzten sechs und erreichten das Ziel nicht. Peter Pittertschatscher vom Doppel Pittertschatscher/Maier brach sich bei einem Sturz das Bein.